# Charles-Gustave de Suède (1802-1805)
Pour les articles homonymes, voir Charles de Suède.
Titre
Grand-duc de Finlande
2 décembre 1802 – 10 septembre 1805
(2 ans, 9 mois et 8 jours)
Charles-Gustave de Suède (en suédois : Karl Gustav, prins av Sverige), né le 2 décembre 1802 au château de Drottningholm (Suède-Finlande)  et mort le 10 septembre 1805 à Stockholm (Suède-Finlande) , est un prince suédois, grand-duc de Finlande.

## Un prince de Suède
C’est le second fils du roi Gustave IV Adolphe de Suède-Finlande et de Frédérique de Bade.

## Lieu d’inhumation
Le prince Charles-Gustave  fut inhumé dans la crypte située sous la chapelle Gustave-Adolphe de l’église de Riddarholmen de Stockholm.

## Titres et honneurs

### Titulature
- 2 décembre 1802 — 10 septembre 1805 : Son Altesse royale le Prince Charles-Gustave de Suède, Grand-duc de Finlande